# Erna
Na mitologia nórdica, Erna era a mãe de onze filhos de Jarl, os ancestrais de uma raça de guerreiros na sociedade nórdica. Seu pai era Hersir, um chefe tribal.